# Leffland
Leffland (også Lif(f)land, Le(e)flang, Levelanck, Levelang etc.) er en dansk, oprindeligt nederlandsk, slægt, som har fostret mange håndværkere og arkitekter. Slægten har især været udbredt på Usserød- og Hørsholm-egnen. Den har også forgrenet sig i USA og i mange andre lande.
Slægtens tidligst kendte medlem er Michiel Willemszn Levelanck (født ca. 1510), der er stamfader til alle senere medlemmer, og som havde hjemme i landsbyen Zevenhuizen i Syd-Holland. Slægten er meget omfattende; her skal kun enkelte medlemmer af den danske gren nævnes.
Pieter Leeflang, født ca. 1680 i Kralingen, Nederlandene. Han blev gift 9. august 1705 i Dordrecht med en Geertruij(d) Jans Maurits Mouris (død 27. december 1732 i Oegstgeest). Han var far til Salomon Leeflang (januar 1722 i Abbeville, Picardiet – maj 1772 i Søllerød), med hvem slægten kom til Danmark. Han blev gift 9. februar 1744 i Pieterskerk, Leiden, Holland med Geesje van Soest.
Hans søn var Vilhelm Leffland (1746 i Holland – 10. marts 1807 i Usserød), som var gift to gange. Hans søn, Anton Leffland (1791 på Frederiksberg – 3. november 1859 i Usserød), var far til bl.a. Andreas Anthon Lifland (1818-1892), Carl Wilhelm Leffland (1821-1884) og Peter Ludevig Leffland (1825-1898).
Andreas Anthon Lifland var far til arkitekten Alfred Oscar Leffland (1848-1924), der har bebygget store dele af København, mens Carl Wilhelm var far til arkitekterne Gustav (Gustaf) Adolph William Lifland (1851-1919), der har bygget en del i Usserød-området, og Carl Ludvig Julius (Jules Carl) Leffland (1854-1924), der gik på Det tekniske Institut, blev arkitekt og i 1886 udvandrede til Texas, USA, hvor han fik en stor praksis omkring byen Victoria. Den sidstnævnte, Peter Ludevig, var far til tømrermesteren Anton Christian Leffland (1854-?).
Gustaf Leffland har bl.a. tegnet villaerne Rungstedvej 36 (Tusculum, 1906) og 38 (1899) i Hørsholm.
Et andet familiemedlem var Thorvald Vilhelm Cornelius Leffland-Larsen (1875-1944), der også var en produktiv bygningstegner og arkitekt. Han var en overgang i kompagniskab med arkitekten Einar Johannes Norup. De stod bl.a. bag Reformert Kirkes bygning, Gothersgade 107 (1932). Alene har Leffland-Larsen tegnet et alderdomshjem (De gamles Hjem) på Rådhusvej for Glostrup Kommune, som nu indgår i rådhuset (1929) og i 1919 foretaget en opmåling af Riises Landsted i Allégade. I 1922 og 1926 foretog Leffland-Larsen en udvidelse af villaen Kildegårdsvej 31 i Hellerup, der få år tidligere var opført af Alfred Brandt.
Hans søn Paul (Poul) Hans Cornelius Leffland-Larsen (1903-1961) var også arkitekt og har bl.a. tegnet et kvarter med rækkehuse i Lyngby ved Einarsvej/Triumfvej og villaerne Hans Jensens Vej 26 og 28 (1932) og Niels Andersens Vej 37 (1932) i Hellerup. Han havde tegnestue på adressen Vesterbrogade 113 i København.